# Heftklammer

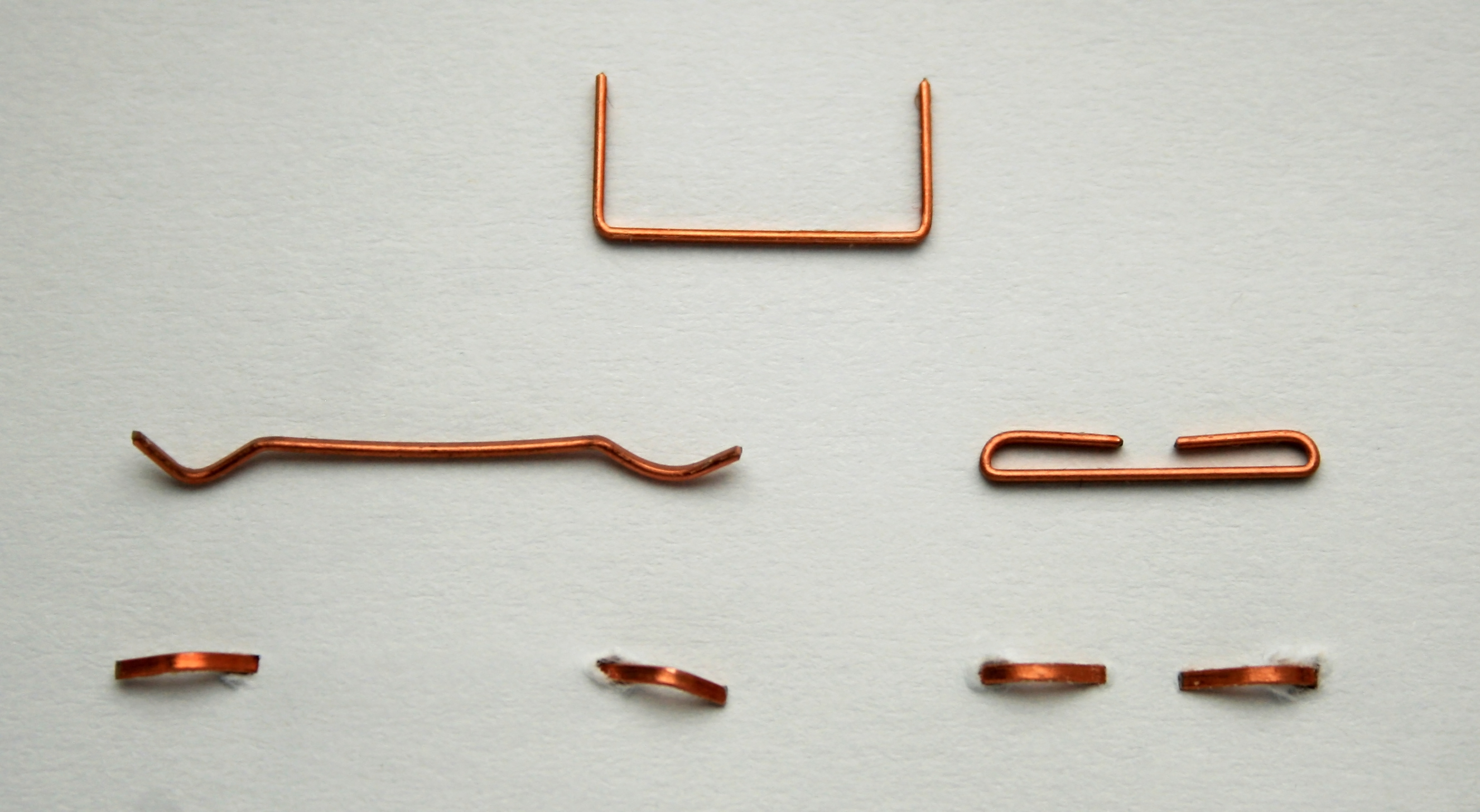
Verkupferte Heftklammer (oben); Heftklammern nach offenem und geschlossenem Heften von der Seite und auf der Rückseite des Heftgutes

Eine Heftklammer ist ein zunächst U-förmig gebogenes Metallstück, das mittels eines Heftgeräts in die zu verbindenden Materialien eingebracht wird. Zumeist werden dabei die Enden umgebogen. Heftklammern bestehen meist aus verkupfertem oder verzinktem Stahl, aber auch aus Aluminium oder seltener aus Messing. Eine häufige Anwendung ist die Büroheftklammer, die eine dauerhafte Verbindung zwischen zwei oder mehreren Blättern Papier oder Ähnlichem herstellt. Eine im Gegensatz dazu lösbare Verbindung kann mit einer Büroklammer erreicht werden.

## Ausführungen

### Heftklammern für Büro-Heftgeräte

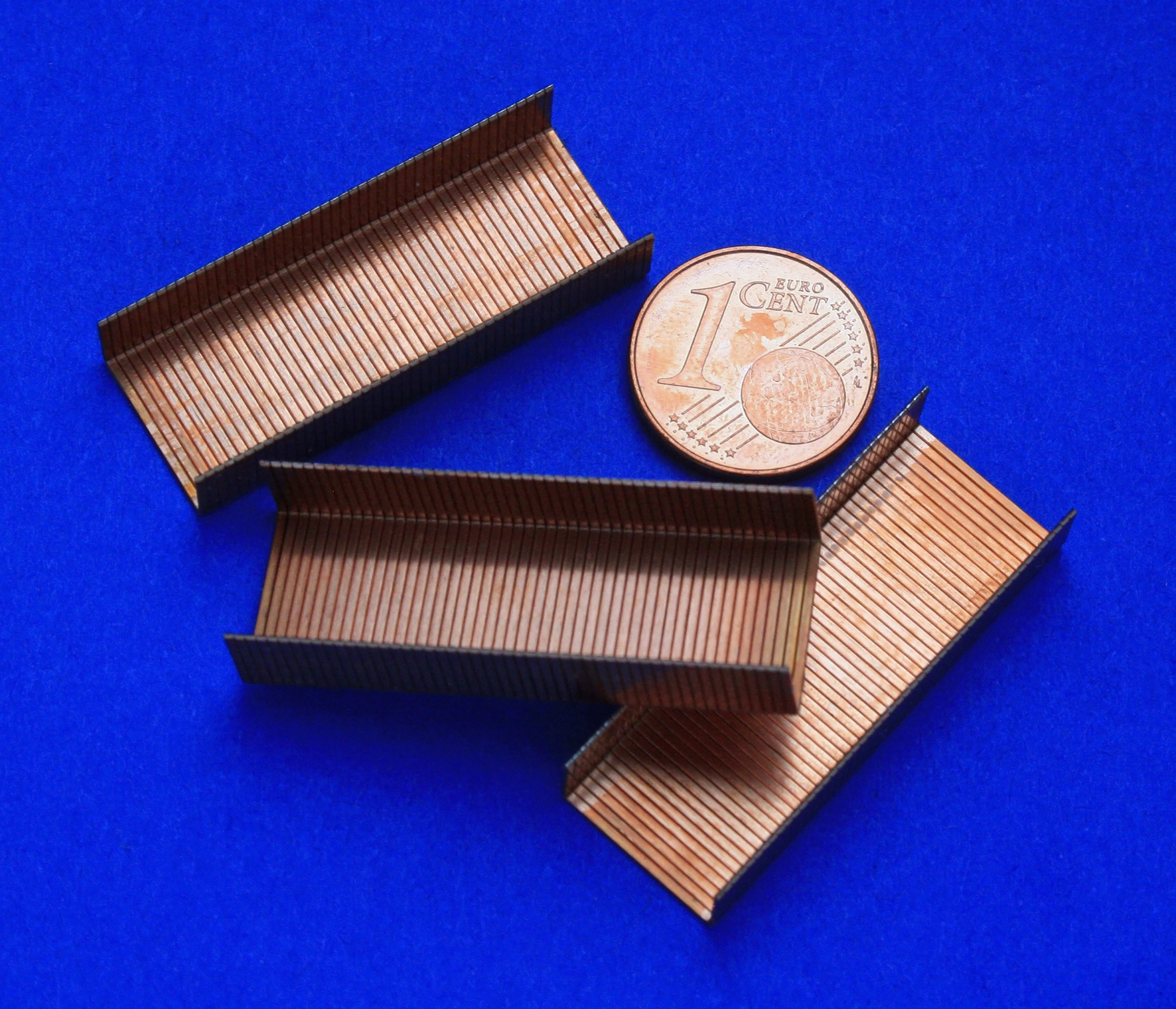
Klammerstäbe (24/6)

Benutzung eines Heftgerätes

Heftklammern werden durch das zu heftende Material gestochen und auf der Rückseite umgebogen.
Es gibt sie in verschiedenen Ausführungen und Größen, z. B. als 24/6, 26/6, 26/8, 23/6 für ca. 30, 23/8 für ca. 50, 23/10 für ca. 70 und 23/13 für ca. 100 Blätter, sowie in wenigen Millimeter kleinen Ausführungen. Einzig die Ausführung 24/6 war genormt. Die zurückgezogene DIN 7405 („Heftklammer 24/6 für Büro-Heftgeräte; Heftklammer, Klammerstab“) vom Dezember 1963, die die Vorgängernorm vom Dezember 1942 abgelöst hatte, regelte dabei die Maße, Ausführung, Benennung, Packung und Bestellbezeichnung. So entsprachen zum Beispiel lediglich Schachteln mit 1000 Heftklammern dieser Norm; andere Packungsgrößen waren nicht vorgesehen. Die Klammern mussten außerdem in Klammerstäben mit jeweils 50 (± 1 Toleranz) Stück zusammengefasst und verklebt sein.
Die Bezeichnung 24/6 bedeutet, dass zur Herstellung der Heftklammer der Draht Nr. 24 gemäß der Deutschen Heftdrahtlehre zu verwenden ist (je kleiner die Zahl, desto stärker der Draht) und die Heftklammer eine Schenkellänge von 6 mm (− 0,2 mm Toleranz) hat. Eine Normierung anderer Ausführungen war ursprünglich geplant, ist aber bis heute nicht umgesetzt worden.
| Typ                                      | Rückenbreite      | Höhe (Schenkellänge) | Drahtbreite | Drahtdicke |
| ---------------------------------------- | ----------------- | -------------------- | ----------- | ---------- |
| 24/6 (No. 3)                             | (11,7–) 12,8      | 6                    | 0,69–0,7    | 0,37–0,5   |
| 26/6 (auch 66/6 oder No. 56)             | 12,7–12,8         | 6                    | 0,5         | 0,4        |
| 10/5 (No. 10)                            | (8,4–) 9 (0.354″) | 4,8–5 (3⁄16″)        | 0,5         |            |
| 6/4 (No. 8; z. B. Zenith)                | 5,8 – 6           | 4 (5⁄32″)            | 0,5         |            |
| Leitz/Rapid/Elastic Juwel, Novus 111/B35 | 6,8 – 7           | 3,8 – 4              | 0,64 – 0,7  | 0,4        |

Die Zahl nach dem Schrägstrich gibt jeweils die Höhe der Klammer an. Oft sind die Klammern in verschiedenen Längen (bis zu etwa 18 mm) erhältlich.
Heftklammern haben einen abgeflachten Draht-Querschnitt, sind aus verzinktem oder verkupfertem Stahldraht, können aber auch aus Aluminium (bei Teebeuteln) oder rostfreien Stählen bestehen.
Zur Klammerung von Geheften werden auch Heftklammern mit Ösen, eigentlich U-förmigen Ausbuchtungen, verwendet. Diese werden Ringösen-Heftklammern oder Ringklammern genannt und erfordern spezielles Setzwerkzeug. Zwei oder vier Klammern im richtigen Abstand im Rückenfalz eines Heftes erlauben so das Ablegen im Ordner.
In der Buchbinderei ist die dünnere, flexiblere Fadenheftung bedeutsam. Auch eine Haushaltsnähmaschine kann fadenheften und durch die Perforation den Falz positionieren helfen.
Manche Heftklammern passen auch in Tacker, also in Heftgeräte für Anwendungen im Baubereich.

### Tackerklammern
Tackerklammern werden durch das zu befestigende Material hindurch gerade in den Untergrund getrieben.
Im Allgemeinen sind Tackerklammern aus stärkerem Draht gefertigt als Heftklammern. Sie sind meist erhältlich in Längen von 4 bis 30 mm für mechanische und einfache elektrische Geräte. Profigeräte sind für Klammern und Nägel in fast jeder erdenklichen Größe erhältlich.
| Typ           | Typ           | Typ   | Typ     | Rückenbreite | Breite Draht | Dicke Draht | z. B. für Geräte von |
| Bosch Diverse | Novus Stanley | Rapid | Prebena | Rückenbreite | Breite Draht | Dicke Draht | z. B. für Geräte von |
| ------------- | ------------- | ----- | ------- | ------------ | ------------ | ----------- | --- |
| 37            | H             |       |         | 10,6         | 0,8          | 0,5         | ACE, FixFast, Lux, Maestri, Maxicraft, Novus, Prebena, Rapesco, Rapid, Rexel, Rocafix, Technica, Würth |
| 050           |               |       |         | 10,8         | 1,25         |             | Arrow, B&D, Drapper, Ernhart, Esco, Haubold, Lux, Mekano, Novus, Outifrance, Peugeot, Rapid, Rawlplug, Rocafix, Stanley |
| Nr. 50 bzw. D | R             |       |         | 12,7         | 1,25         | 0,55        | ACE, BeA, Bostitch, Duo-Fast, Fasco, Haubold, Kiehlberg, Rocama, Senco, SpotNails |
| 052           |               |       |         | 12,3         | 1,2          | 0,5         | B&D |
| 053           | A             | 53    |         | 11,3         | 0,7 (– 0,75) | 0,6         | ACE, AEG, Arrow, B&D, Bosch, Ernhart, Esco, Fischer, Kunz, kwb, Metabo, Mekano, Neckermann/Bullcraft, Novus, Piranha, Proxxon, Rapid, Rocagraf, Skandia, Stanley, Wolfcraft                                                                                 |
| 055           |               |       |         | 6            | 1,08         |             | ACE, AEG, B&D, Bosch, Bukama, Esco, HolzHer, kwb, Lux, Metabo, Neckermann/Bullcraft, Novus, Petrus, Wolfcraft |
| 57 bzw. 11    | G             | 140   | PF      | 10,6         | 1,25         | 0,5         | ACE, Arrow, B&D, Bosch, Bostitch, Esco, kwb, Maestri, Mekano, Novus, Outifrance, Peugeot, Prebena, Rapid, Rocafix, Ryobi |
| 058           | NT            |       |         | 13           | 0,75         |             | Arrow (T30, TN 30, T32, T32 M), Bostitch (TGD, TGA, Regal T), Esco (Typ 58, Typ 58 N), kwb (T6, T40, PN14 N), Lux (Profi-Tacker, Multi-Tacker), Novus (J03, J06, J08, J15 J58Trig), Rexel (Lo-Line), Rocagraf, Swingline, Skrebba, Stanley (Hobby 8, Pro 8) |
| 059           | H             |       |         | 10,6         | 0,72         |             | Rapid, Rocagraf |
| 073           | D             |       |         | 11,3         | 1,3          | 0,5         | ACE, Arrow, Dr. Gold, Novus, Rapid |
| 090           |               |       |         | 5,5          | 1,25         | 1,05        | ACE, BeA, Duo-Fast, Fasco, Haubold, Kiehlberg, Prebena, Senco, SpotNails |

Die Rückenbreite bezeichnet das Außenmaß der Klammern. Um das Innenmaß zu erhalten, ist hiervon die zweifache Drahtdicke abzuziehen.

Je nach Hersteller wird der Klammer-Typ zwei- oder dreistellig angegeben. Bei der zweistelligen Bezeichnung wird die erste Null weggelassen.
| Bezeichnung          | Klammerrücken   | Für Tacker                                          | Verwendung                                      |
| -------------------- | --------------- | --------------------------------------------------- | ----------------------------------------------- |
| Feindrahtklammern    | sehr schmal     | Hand-, Elektro-, Akku-, Druckluft- und Hammertacker | Dekorations- und Polsterarbeiten                |
| Flachdrahtklammern   | breit und flach | Hand-, Elektro-, Druckluft- und Hammertackern       | Befestigung von Folien                          |
| Schmalrückenklammern | kurz            | Elektrotacker mit langer Nase                       | Holz- und Innenausbauarbeiten                   |
| Kabelklammern        | rund            | spezielle Tacker                                    | Kabelbefestigung, insbesondere Telefonleitungen |

| Typ         | Kopfbreite | Breite Draht | Dicke Draht | z. B. für Geräte von | typische Längen |
| ----------- | ---------- | ------------ | ----------- | --- | --------------- |
| A64         | 0,9        | 0,6          | 0,6         | BeA, Bostitch, Fasco, Haubold, Holz-Her, Kihlberg, Prebena, Senco, SpotNails                                                                                  |                 |
| 41          | 0,85       | 0,85         | 0,7         | Bosch HT14, Esco Rallye S 530 / Compacta 530 / C 530 / N 530, Kwb T14                                                                                         | 14              |
| 47 bzw. J   | 1,8        | 1,2          | 1           | ACE, AEG, Bosch, Esco (Craftomat), Kwb, Lux, Mekano, Metabo, Novus, Peugeot, Rocafix, Rocagraf, Stanley, Swingline, Wolfcraft                                 | 16 – 23         |
| 049 bzw. FN | 2,8        | 1,6 – 1,65   | 1,4         | ACE, BeA, Black & Decker, Bostitch, Fasco, Haubold, Holz-Her, Kihlberg, Prebena, Senco                                                                        | 16 – 30         |
| 062 bzw. GN | 2 – 2,1    | 1,2 – 1,25   |             | ACE, AEG, BeA, Bosch, Bostitch, Esco (Craftomat), Fasco, Haubold, HolzHer, Kihlberg, Kwb, Maestri, Metabo, Novus, Prebena, Rapid, Senco, Swingline, Wolfcraft |                 |

Drahtdicke wird auch Drahtstärke genannt und meint die Stärke des Drahtes parallel zum Rücken der Klammer bzw. zum Kopf des Tackernagels.
Die Drahtbreite ist entsprechend quer zum Rücken bzw. zum Kopf gemessen. Neben der Breite der Klammer ist die Drahtbreite entscheidend für die richtige Funktion des Geräts. Nur einige spezielle Tackergeräte kommen per se mit unterschiedlichen Drahtbreiten zurecht oder lassen sich auf zwei unterschiedliche Breiten einstellen.

## Werkzeuge

### Heftgerät und Heftklammernentferner

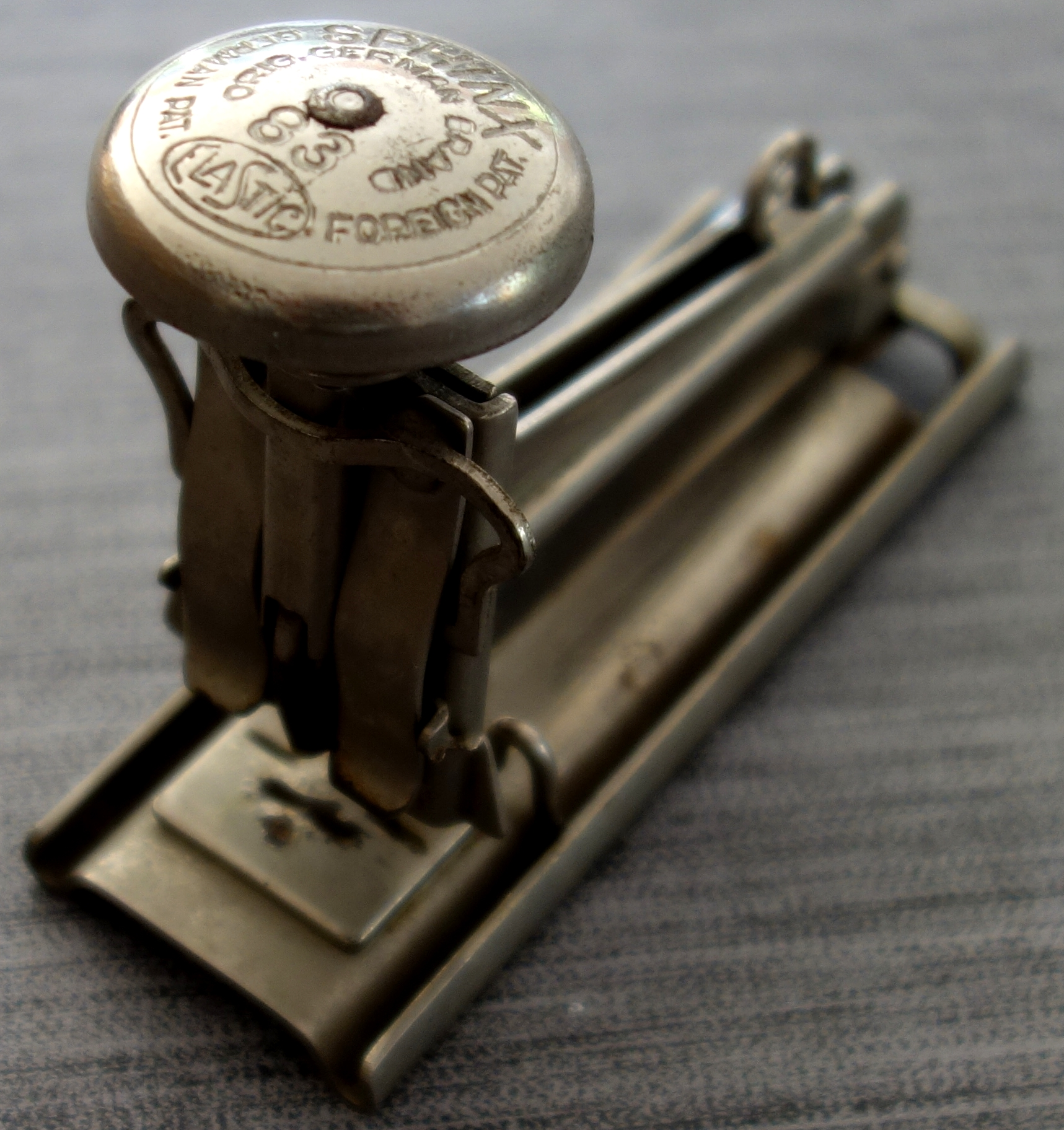
Heftapparat Sphinx Elastic 83 (1930er Jahre)
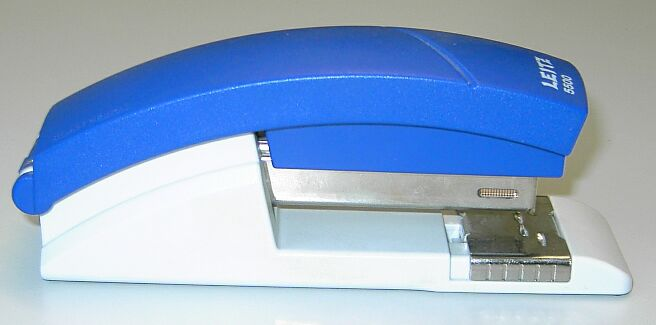
Heftgerät
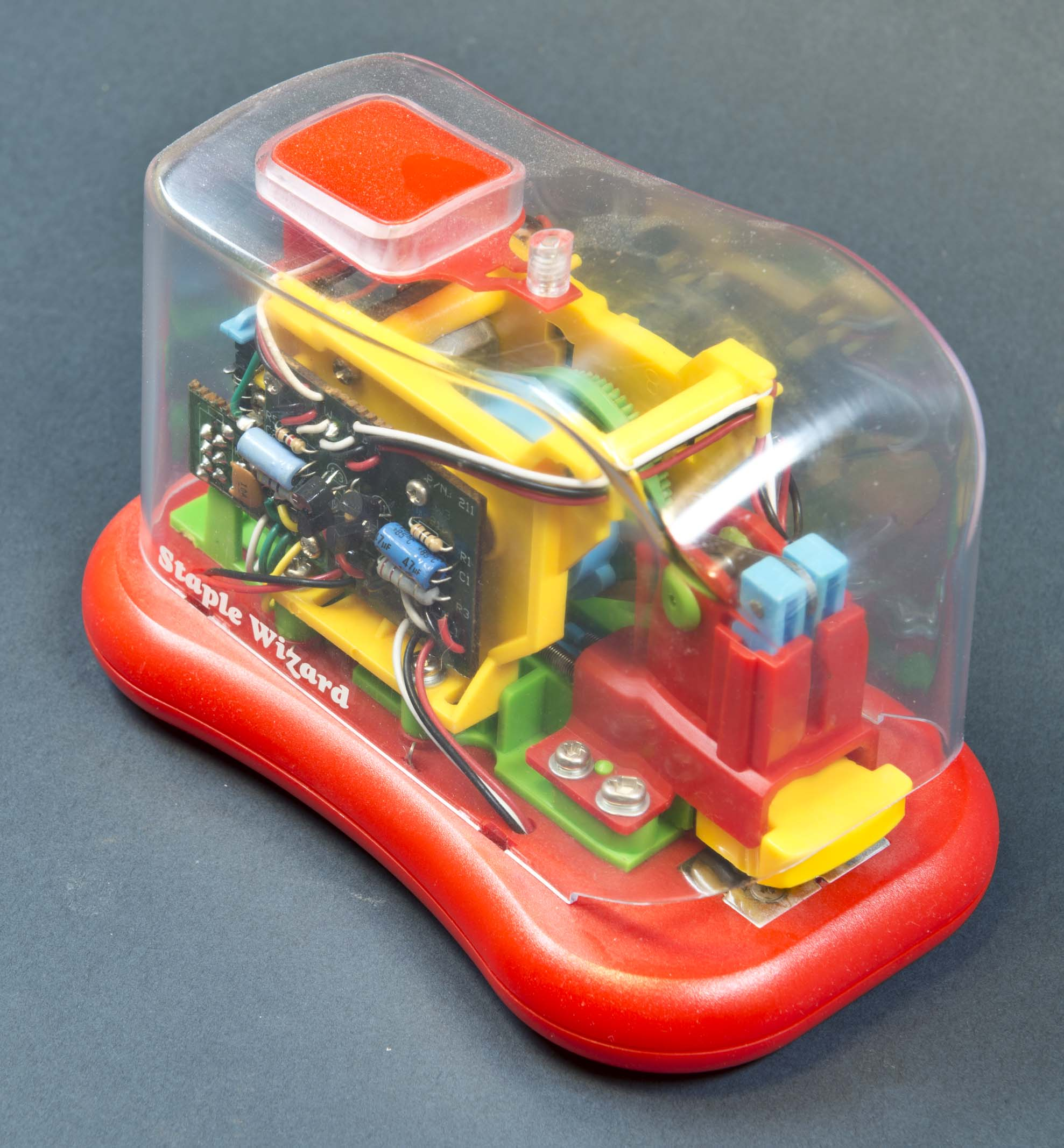
Elektrisches Heftgerät
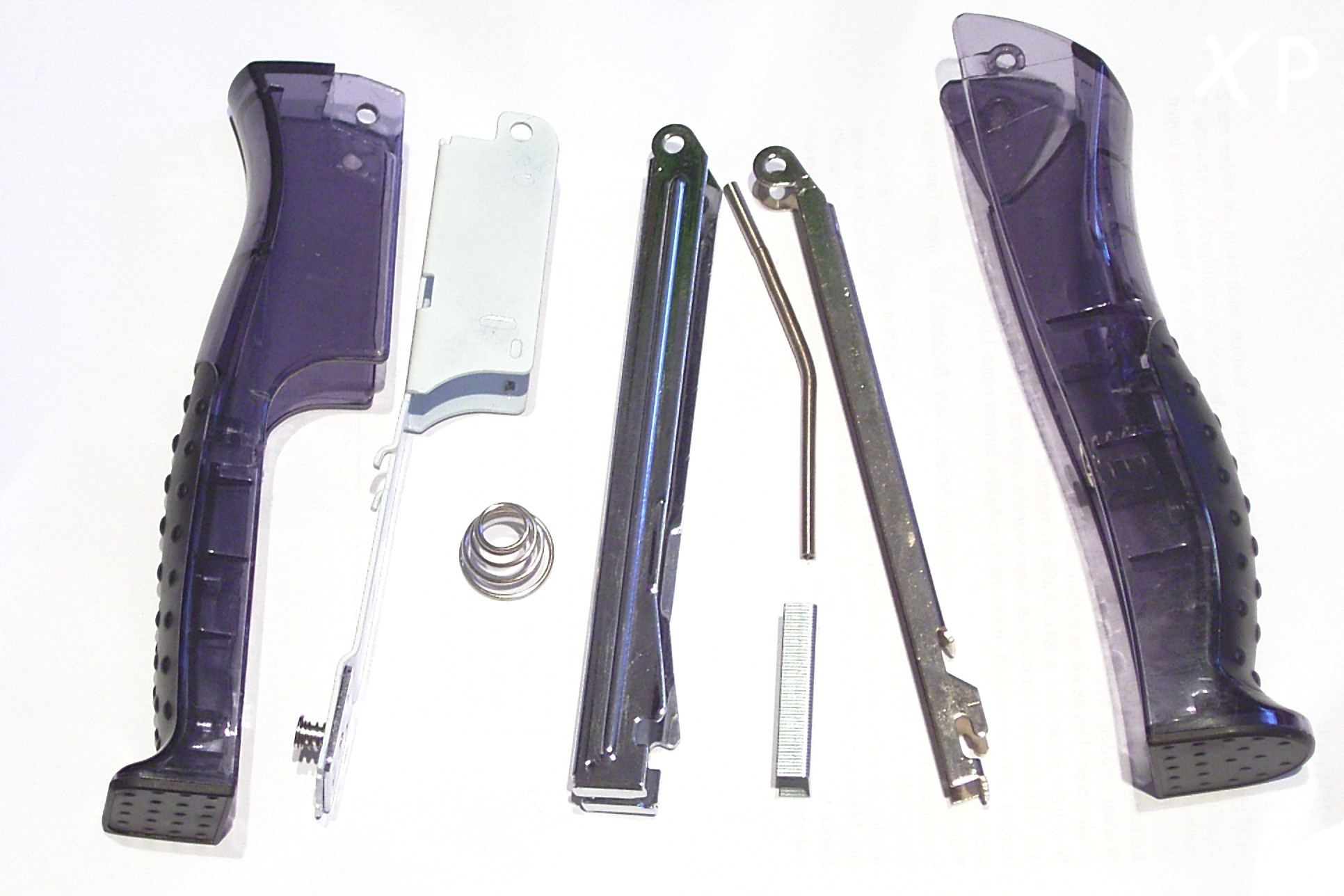
Heftgerät in Einzelteilen
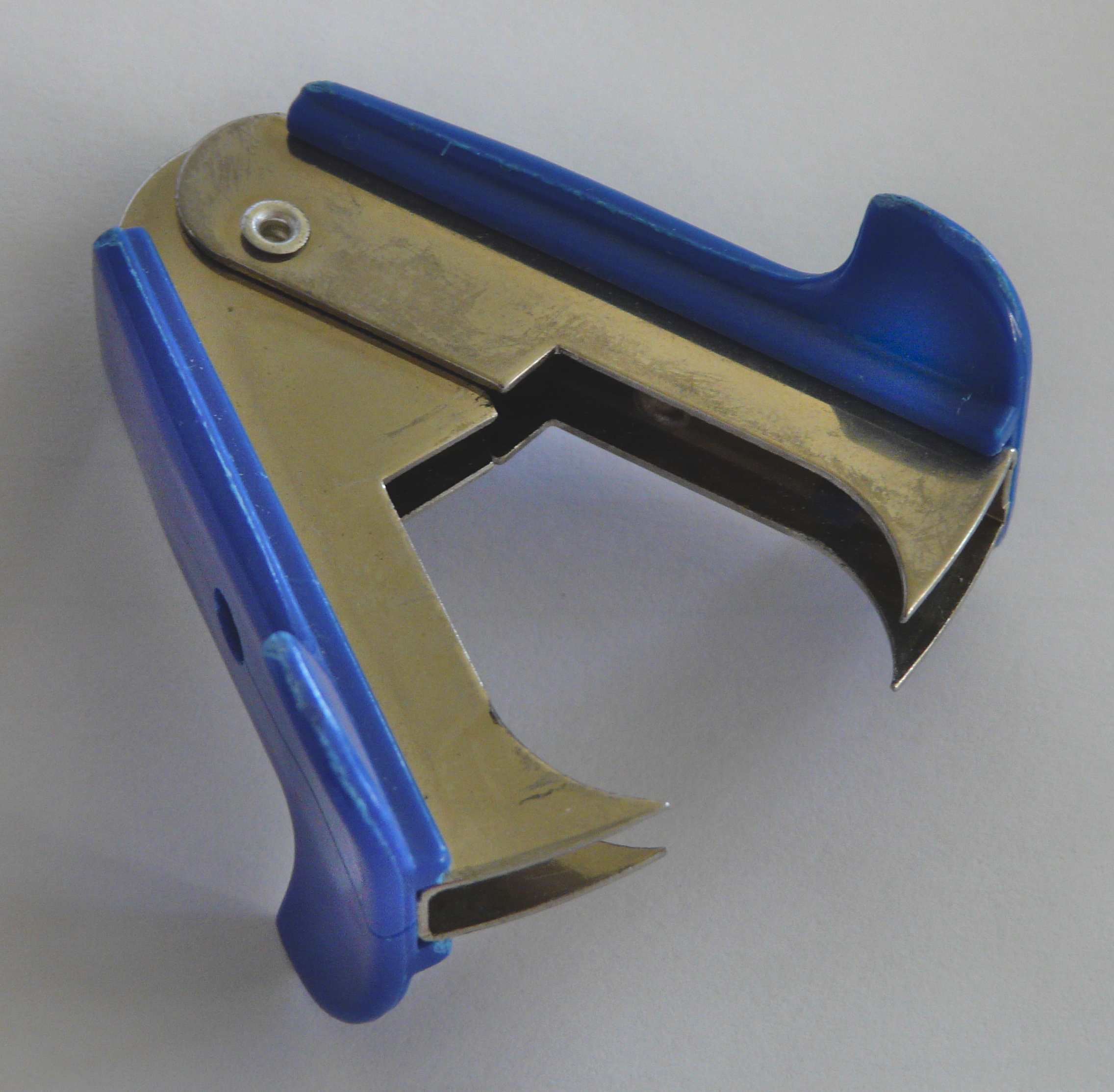
Heftklammernentferner
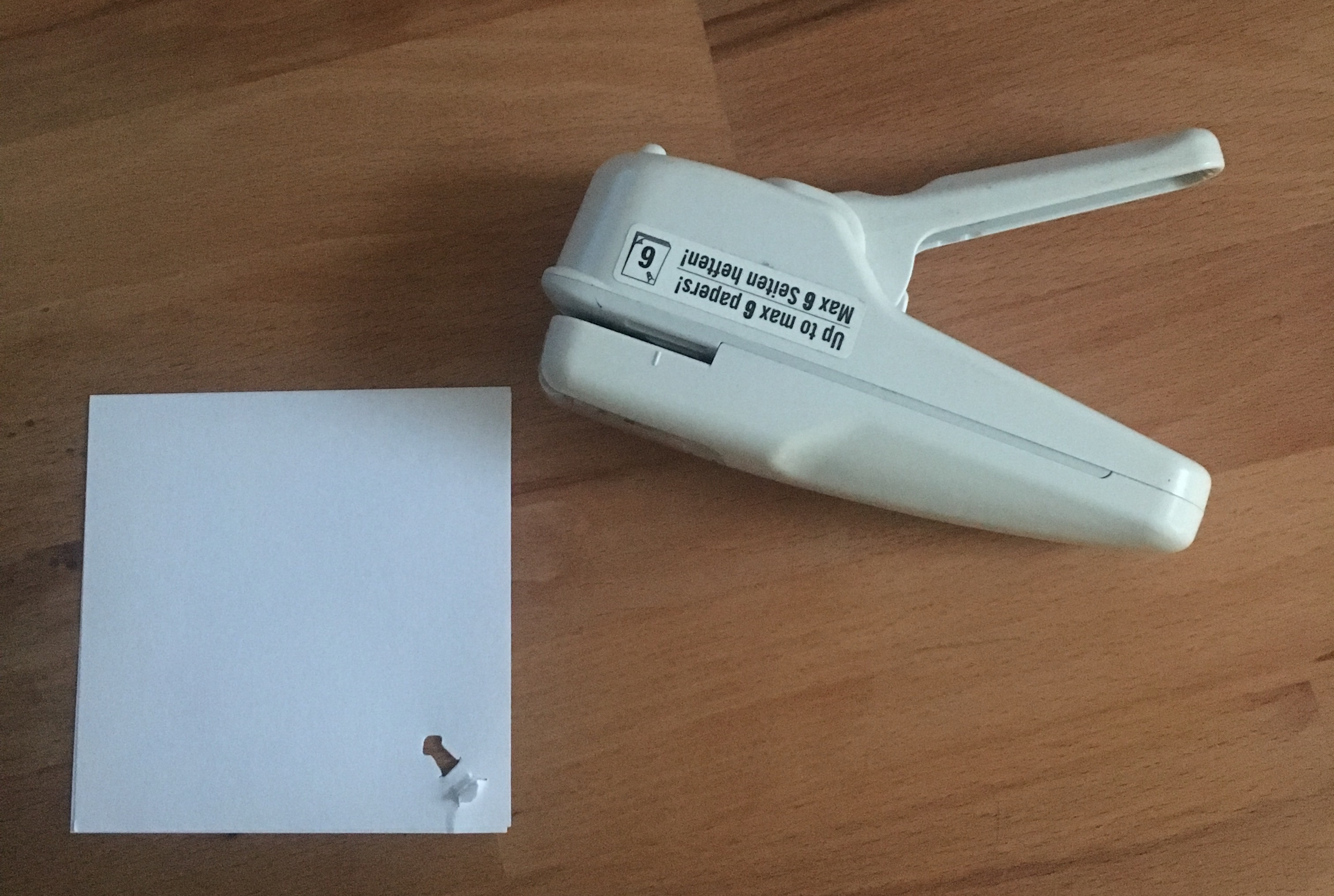
Klammerloser Hefter
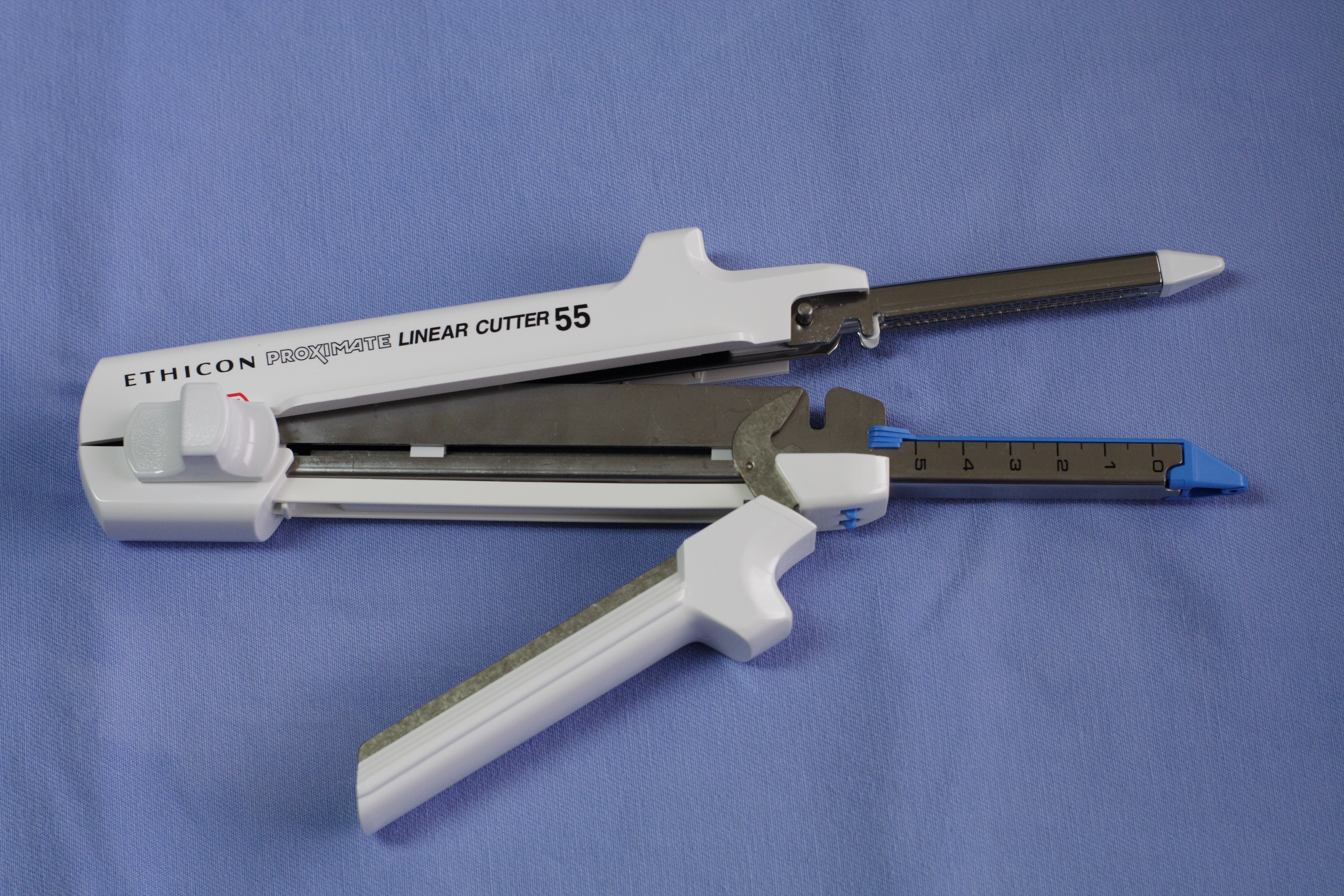
Chirurgisches Klammergerät

Die Heftklammern werden in einem Heftgerät verwendet, um mehrere Blatt Papier aneinanderzuheften. Im deutschen Raum wird das Heftgerät umgangssprachlich häufig als Tacker, Hefter oder Klammeraffe bezeichnet. Korrekte Bezeichnungen sind in Österreich Klammermaschine, in der Schweiz Bostitch (nach dem US-amerikanischen Hersteller Bostitch – ursprünglich „Boston Wire Stitcher“) umgangssprachlich wird daher in der Schweiz, unabhängig vom Hersteller, der Heftvorgang als "bostitchen" bezeichnet. Der Stempel des Heftgeräts drückt zunächst die beiden Schenkel der Klammer durch das Papier, bis sie auf Führungen im Fuß (Amboss) des Geräts treffen, von denen sie umgebogen werden. Neben dem klassischen Heftgerät, das oft in Büros eingesetzt wird, gibt es Flachheftgeräte, Blockheftgeräte, Superheftgeräte, elektrische Heftgeräte und sogar Heftzangen, die ebenfalls dafür gedacht sind, Papier zu klammern. Der wesentliche Unterschied bei diesen Heftgeräten besteht in der Nutzung des Hebels, ein weiterer in der Papiermenge, die damit zusammengeheftet werden kann.
Man unterscheidet zwischen geschlossenem und offenem Heften: Bei ersterem werden die Schenkel nach innen gebogen, bei letzterem nach außen, was erforderlichenfalls das Trennen der Blätter erleichtert. Bei vielen handelsüblichen Heftern kann zwischen diesen Modi gewechselt werden, indem man die Klammerführungsplatte im Amboss des Hefters verschiebt oder dreht. Meistens wird aber das geschlossene Heften angewandt, manche einfache Heftermodelle beherrschen auch nur diesen Modus.
Mit etwas Geschick kann eine Heftklammer von Hand aufgebogen und so die Verbindung wieder gelöst werden. Ein Klammerentferner ist ein Gerät, das einem diese mühsame Arbeit erleichtert und die Heftung wieder lösen kann. Beim Entfernen bleiben jedoch in jedem Blatt zwei Löcher zurück. Ein weiterer Nachteil von Heftklammern ist, dass sie im Laufe der Zeit rosten können, wodurch das Papier verfärbt wird. Dies stellt für Archive ein erhebliches Problem dar, da hier naturgemäß große Mengen von Schriftgut bearbeitet werden müssen und somit ein großer Aufwand für das Entfernen aller Heftklammern entsteht.

### Tacker

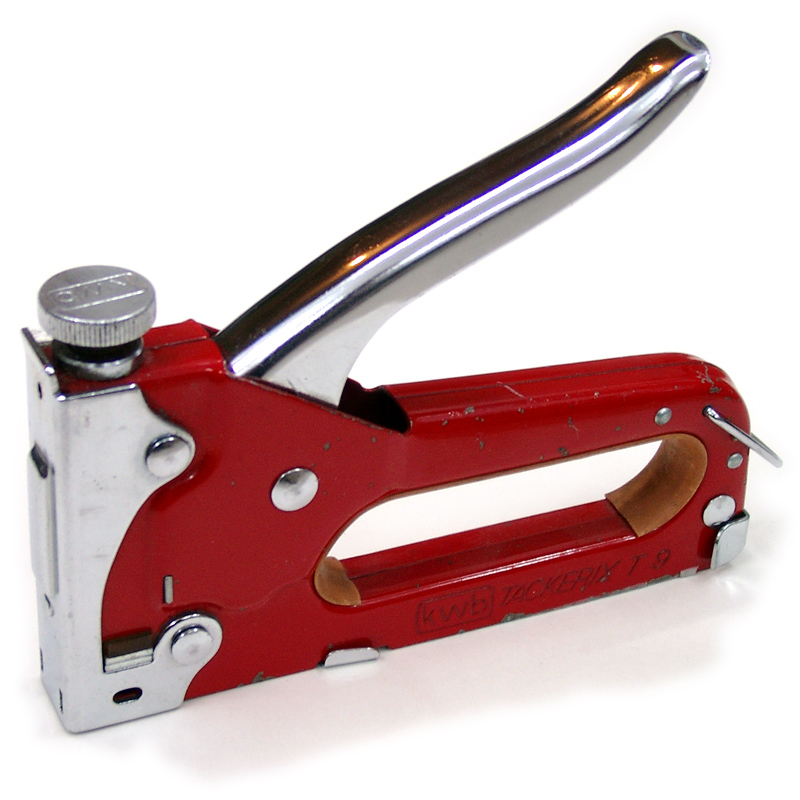
Handtacker
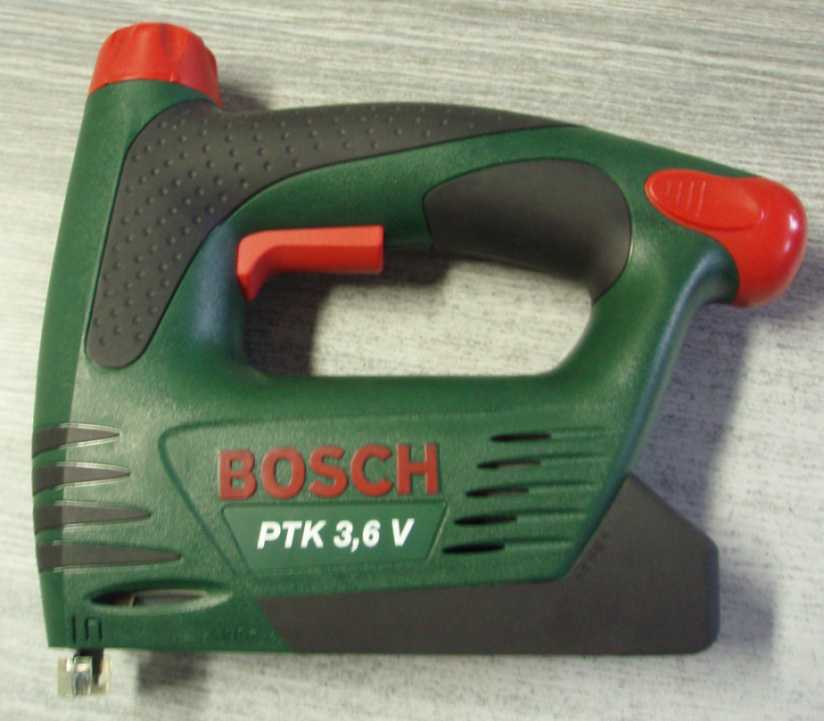
Akku-Tacker
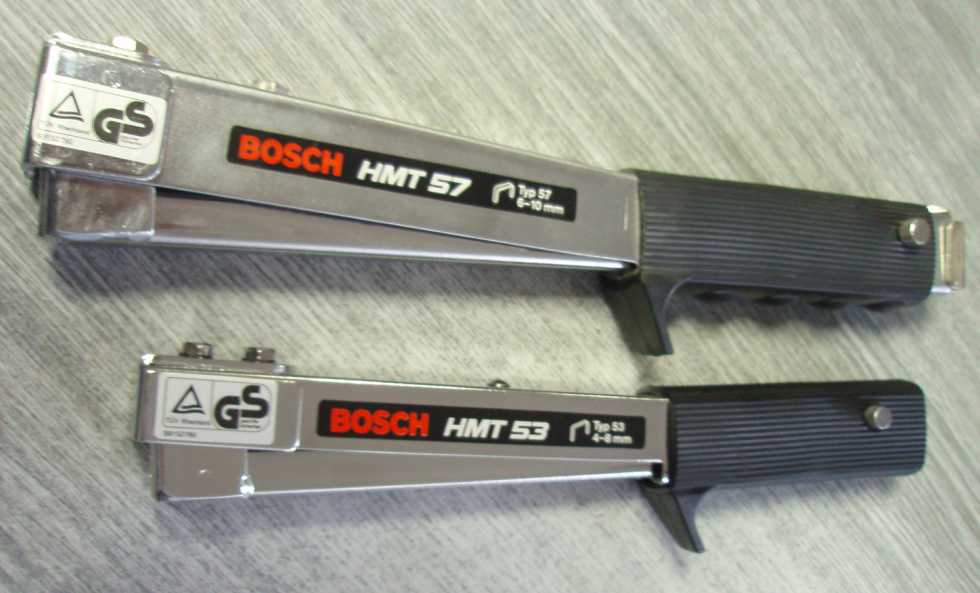
Schlagtacker

Heftklammern werden auch im Handwerk zum Heften von Materialien eingesetzt. Heftmaschinen für diesen Zweck sind sehr unterschiedlich aufgebaut:
In einem Handtacker, manchmal auch Nagler genannt, wird per Handhebel eine Feder gespannt, die bei der Auslösung dann mittels eines Schlagstifts auf eine einzelne Heftklammer schlägt, die dann ein Auflagematerial an eine (dickere) Unterlage heftet. In einem festen und hinreichend dicken (sollte dicker sein, als die Klammerschenkel lang sind) Unterlagenmaterial (meist Holz) hält eine Heftklammer, ähnlich wie ein Nagel, auch ohne Umbiegen.
Mit einem Schlagtacker werden Klammern mit Schwung eingeschlagen. Man bedient diese Geräte ähnlich wie einen Hammer.
Größere Kräfte als manuelle Tacker entwickeln Elektrotacker und druckluftbetriebene (pneumatische) Tacker: Sie schießen entsprechende Klammern oder Nägel mit großer Kraft in den jeweiligen Untergrund, z. B. zum Befestigen von Polsterstoffen, Dämmplatten, Profilbrettern und Bodendielen.
Viele Tacker haben als Sicherheitsmerkmal eine „Fühlernase“/„Aufschlagsicherung“ an der Klammeraustrittsstelle. Sie gibt die Auslösung erst frei, wenn der Tacker mit einer bestimmten Kraft auf die Unterlage gedrückt wird. Damit soll das gefährliche „Verschießen“ von Klammern vermieden werden. Die Eintreibtiefe fast jedes Tackers kann verstellt und damit an Material und Klammerhöhe angepasst werden, etwa über eine Rändelschraube. Die Schlagstärke kann über den abgegebenen Luftdruck am Kompressor eingestellt werden. Manche Tacker können wahlweise auch aufgereihte Nägel einschlagen, vgl. Druckluftnagler.

### Drahtheftmaschinen
Im Druckereiwesen bei der Endfertigung und in der Massenproduktion kommen sogenannte Drahtheftmaschinen zum Einsatz. Diese Maschinen biegen aus Draht (Durchmesser etwa 0,5 mm), der auf einer Rolle bereitgestellt wird, selbstständig eine Heftklammer in der richtigen Länge, stoßen diese durch das Papier und biegen die Enden nicht leicht gebogen, sondern „flach“ (engl. flat clinch) um, damit man die fertig gehefteten Dokumente platzsparender stapeln kann.

### Chirurgisches Gerät
Zum Verschluss von Wunden werden Metallklammern (engl. staples) eingesetzt, die von außen die Haut zusammenhalten. Auch im Körperinneren lassen sich Klammern verwenden, nur werden diese in der Regel nicht einzeln gesetzt, sondern es werden Klammernahtgeräte (Stapler) verwendet.

## Geschichte

Brehmersche Drahtheftmaschine
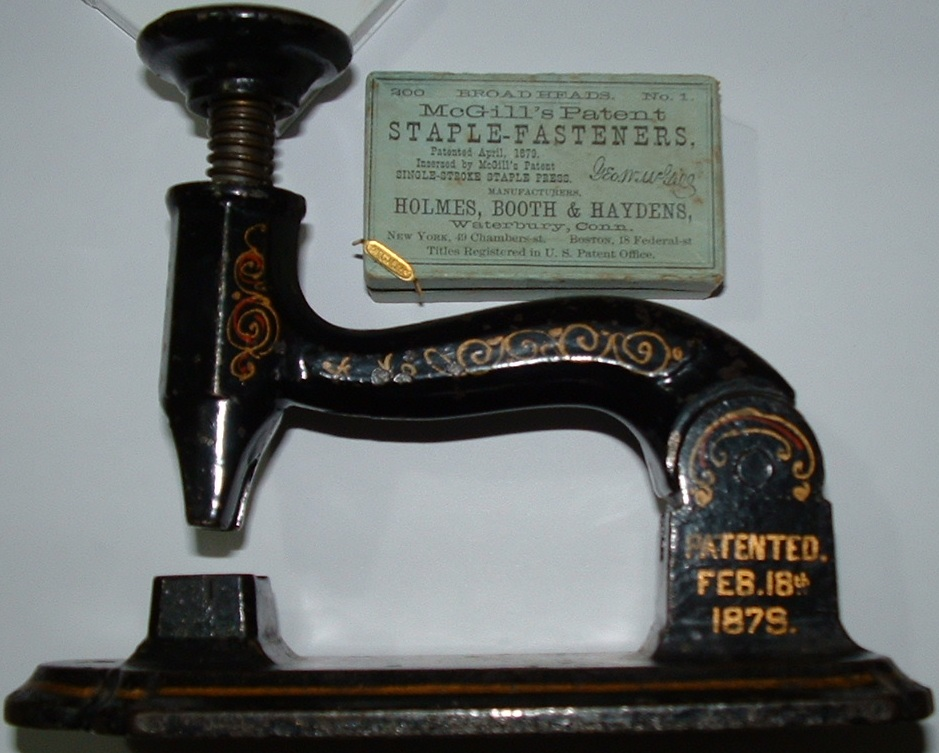
McGills Einzel-Heftklammer-Gerät von 1879
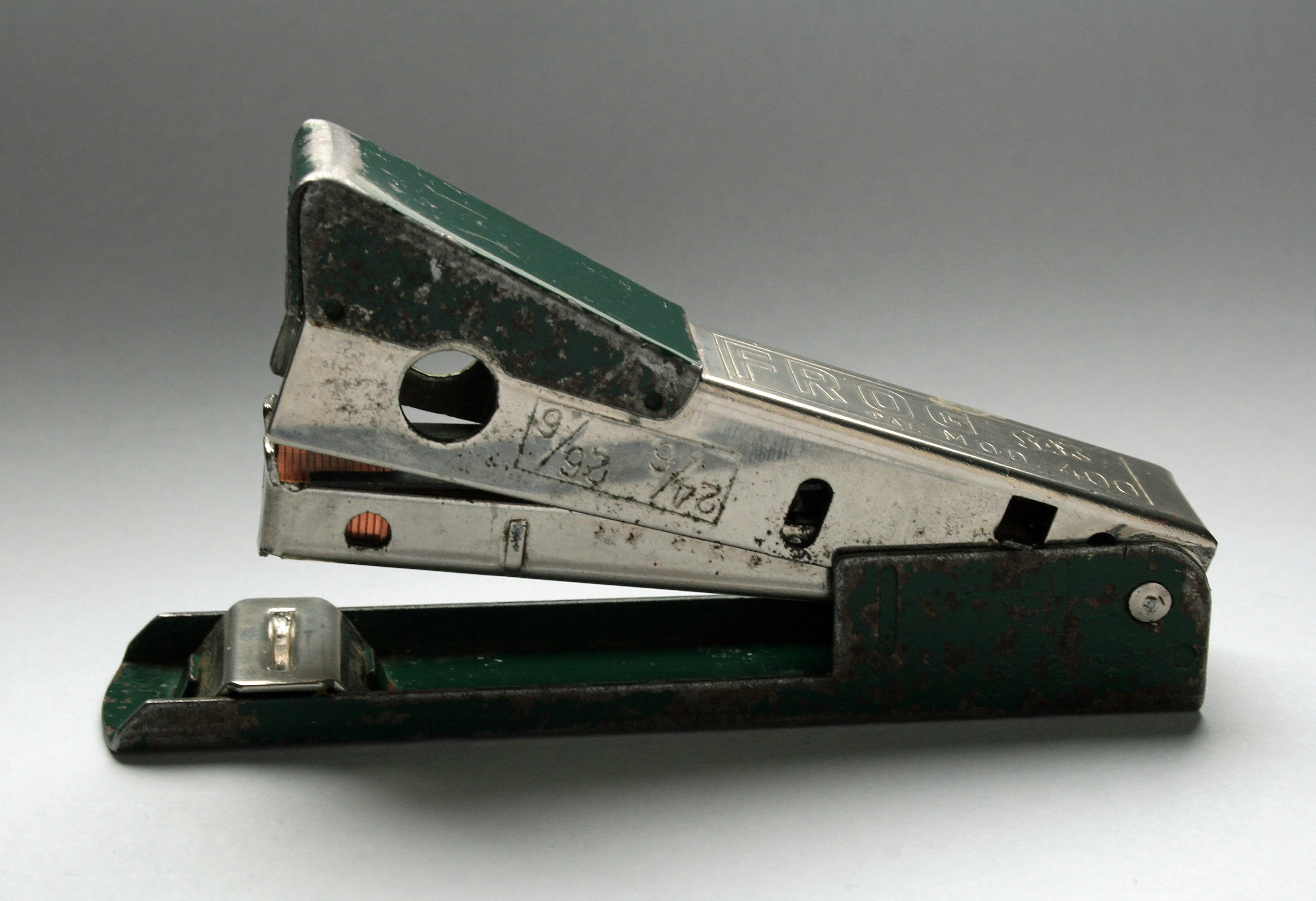
Sax Frog (altes Modell)
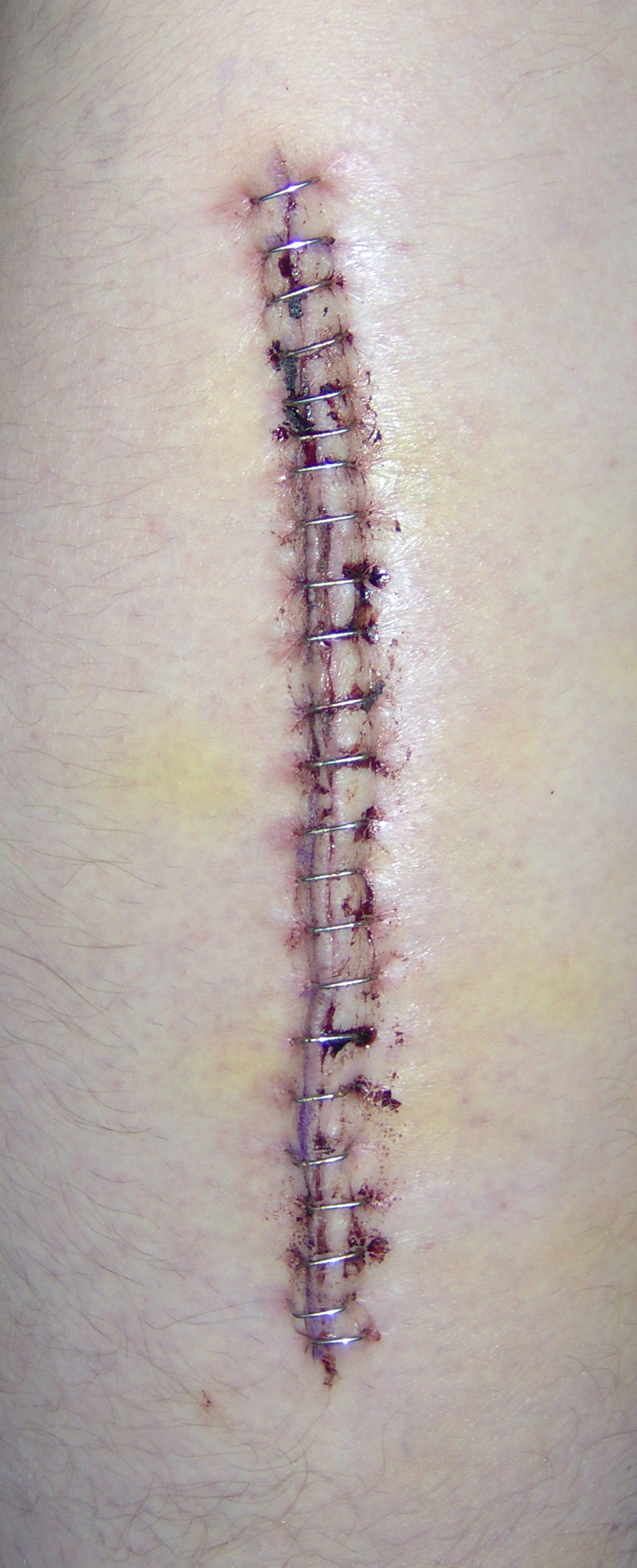
Medizinische Anwendung

Der erste überlieferte Hefter war eine Heftmaschine bzw. ein Befestiger von König Ludwig XV. von Frankreich um 1700. Jede Heftklammer war handgemacht und mit dem Abzeichen des königlichen Gerichts beschriftet.
Moderne Papierbefestigungsgeräte entsprechen eher dem Vorbild des durch ein Patent am 30. September 1841 geschützten Geräts von Samuel Slocum. Dieses einfache Gerät befestigte Nadeln in Papier, um es zusammenzuheften.
Am 7. August 1866 wurde ein weiterer neuer Papierhefter patentiert durch die Novelty Mfg Company. Er erlaubte es, eine einzelne Heftklammer zu laden, vor allem um Bücher zu binden oder Teppiche, Möbel oder Kästen zu befestigen. Heftklammern für dieses Gerät wurden von der P. N. Mfg Co. in verschiedenen Größen hergestellt: 3⁄16″, 1⁄4″, 3⁄8″ und 1⁄2″.
George W. McGill erhielt am 24. Juli 1866 das US-Patent 56,587 für eine kleine, biegsame, maschinell herstellbare Heftklammer, den Vorgänger der modernen Heftklammer. Am 13. August 1867 erhielt er schließlich das US-Patent 67,665 für eine „Presse“, mit der die Heftklammern in das Papier hineingedrückt werden konnten. und gilt so teilweise als Erfinder. Er zeigte seine Erfindung auf der Centennial Exhibition 1876 in Philadelphia. In den nächsten Jahren entwickelte McGill den Papierhefter weiter. Am 18. Februar 1879 schließlich wurde ihm das Patent No. 212,316 für ein Einzel-Heftklammer-Gerät verliehen. Dieses Gerät wog über ein Kilogramm und konnte jeweils eine einzelne 1⁄2″ breite Draht-Heftklammer durch mehrere Papierblätter drücken.
Sein Konkurrent Henry Heyl ließ allerdings umgehend im Jahre 1877 ein leichteres, alltagsgebräuchliches Gerät patentieren und gilt so teilweise als Erfinder.
Die Drahtheftmaschine wurde von Hugo Brehmer in Amerika erfunden, aber erst von seinem Bruder August Brehmer zur Perfektion gebracht und 1872 patentiert. Das erste mit Draht geheftete Buch war der amtliche Katalog zur Weltausstellung in Philadelphia (PA) im Jahre 1876.
Große Verbreitung fand in Österreich von 1970 bis 1990 die kleine, funktionell entworfene 24/6 Heftmaschine „Frog“ von Sax: aus Stahlblech, verchromt, Basis und Kappe jedoch farbig lackiert, auf jeder Seite ein Sichtloch, das an Froschaugen erinnerte.

## Alternativen

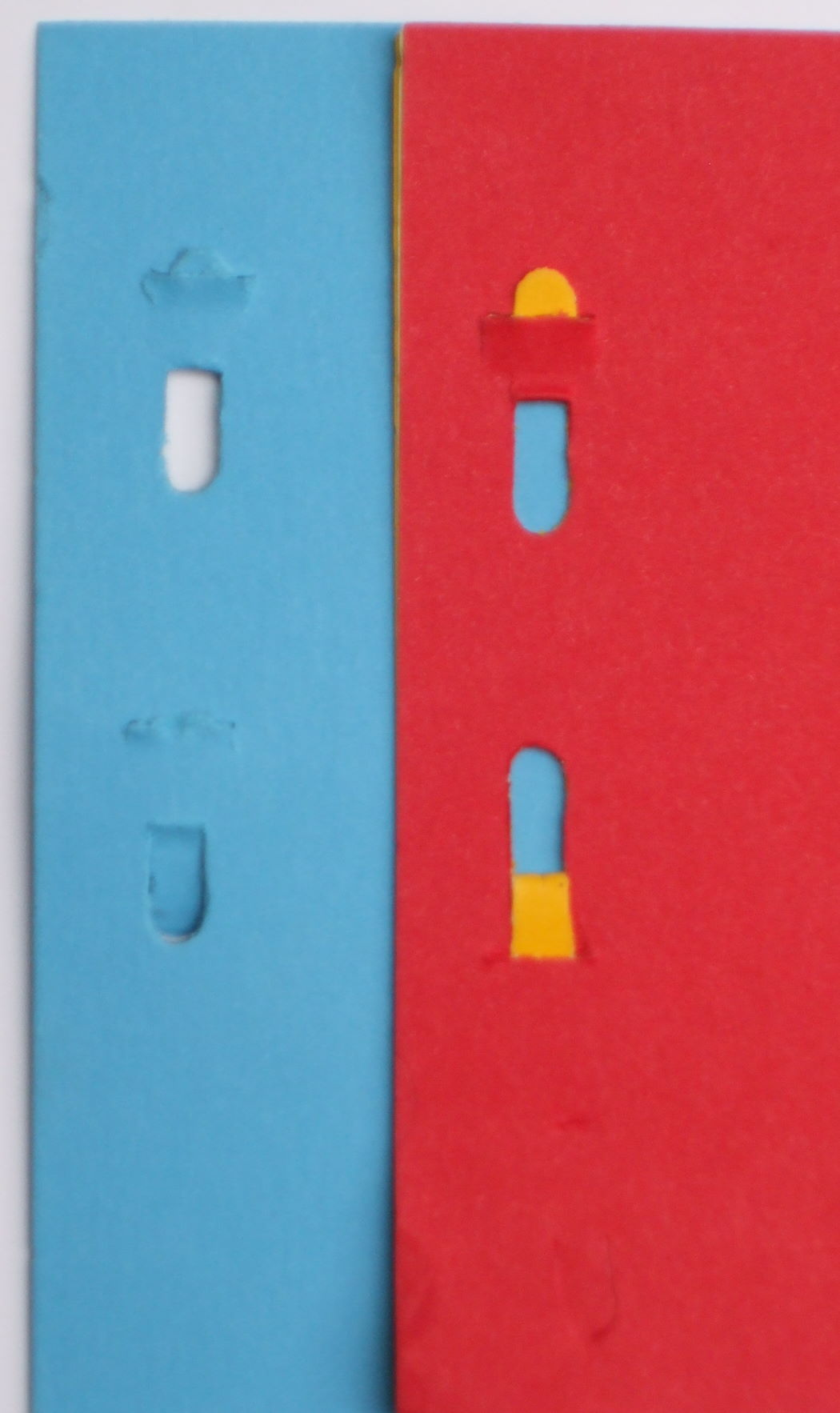
Klammerlose Heftung von 4 Blättern mit einem Stanzwerkzeug. Auf dem roten Blatt ist die Vorder- und Rückseite, auf dem blauen Blatt ist die gestanzte Zunge ohne Falz dargestellt
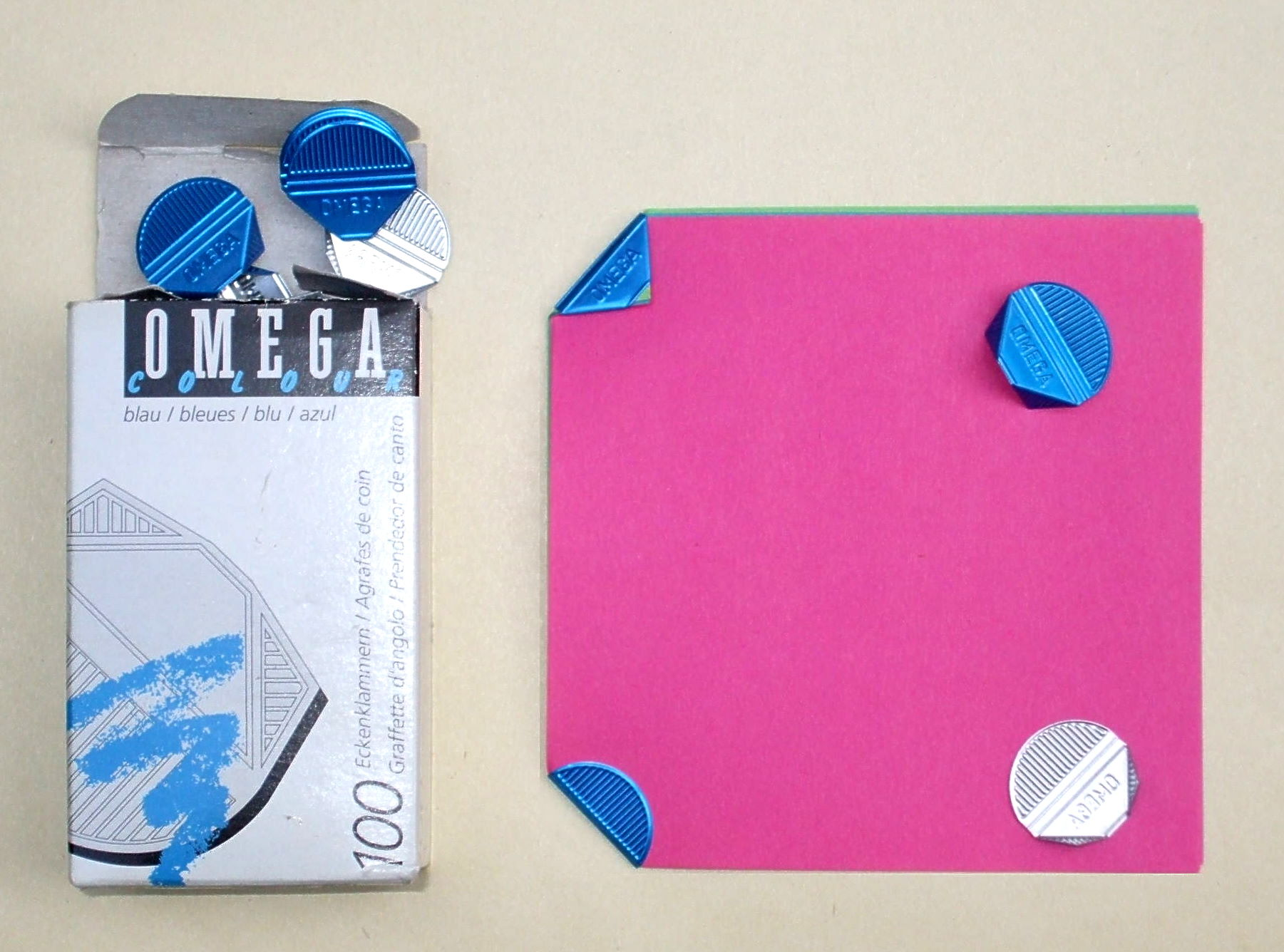
Eckenklammern, Vorder- und Rückseite, sowie lose
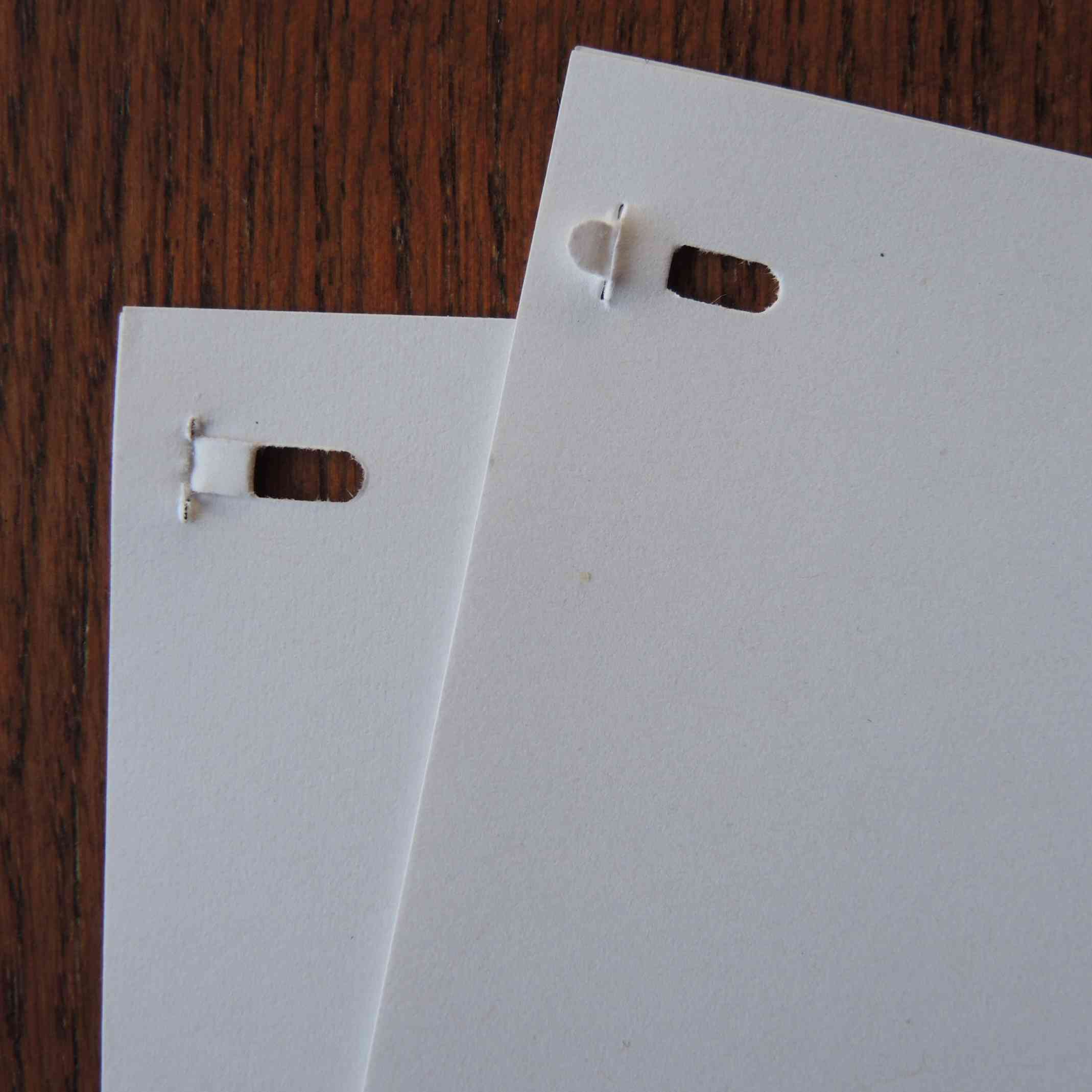
Papierbögen, durch einen Klammerloshefter verbunden: Das Heftgerät stanzte in die Blätter eine Zunge, falzte sie in die Gegenrichtung und schob sie in einen Schlitz zurück.

Auch ohne Draht lassen sich einige wenige Blätter zusammenheften.
- Spezielle Klammerloshefter („Ökohefter“) stanzen in die Blätter eine Zunge, falzen sie in die Gegenrichtung und schieben diese Zunge in einen Schlitz zurück. Dies wird mit einem einzigen Pressvorgang bewerkstelligt. Der Vorteil besteht in der geringen Auftragsdicke sowie in dem eingesparten Gewicht. Damit ist es möglich, geheftete Blätter mit Luftpost ohne Mehrgewicht zu versenden. Lösbar ist diese Heftung ebenfalls, jedoch ist ein weiteres händisches Heften ohne Hilfsmittel kaum bzw. nur schlecht möglich. Insbesondere im japanischen Raum existieren solche klammerlosen Hefter auch mit einer anderen Funktionsweise, bei der mehrere Blätter über einen Prägemechanismus miteinander unter Druck verzahnt werden.
- Eckenklammern werden auf eine Ecke des Blattstapels (hier beispielsweise mit acht Blatt) gesteckt, um die Kante geschlagen und zum Schluss mit den Blättern nach hinten geknickt.